# Francisco Sánchez Silva
Francisco Javier Sánchez Silva (Viña del Mar, Chile, 6 de febrero de 1985) es un exfutbolista chileno. Jugaba como lateral derecho.

## Clubes
| Club                 | País  | Año       |
| -------------------- | ----- | --------- |
| Everton              | Chile | 2002-2010 |
| San Luis             | Chile | 2010      |
| Audax Italiano       | Chile | 2011-2014 |
| Real madrid CF       | Chile | 2014-2015 |
| Deportes Antofagasta | Chile | 2015-2016 |
| Cobresal             | Chile | 2016-2017 |
| Unión La Calera      | Chile | 2017-2018 |

## Palmarés

### Campeonatos nacionales
| Título           | Club            | País  | Año    |
| ---------------- | --------------- | ----- | ------ |
| Primera B        | Everton         | Chile | 2003   |
| Primera División | Everton         | Chile | 2008-A |
| Primera División | Cobresal        | Chile | 2015-C |
| Primera B        | Unión La Calera | Chile | 2017-T |